# El padre Gallo (telenovela chilena)
El padre Gallo es una telenovela chilena producida por Protab y emitida por la cadena pública Televisión Nacional de Chile desde el 21 de agosto hasta el 28 de diciembre de 1970. Fue protagonizada por Leonardo Perucci, Peggy Cordero y Arturo Moya Grau.

## Argumento
El Gallo (Arturo Moya Grau) es un bandido prófugo de la justicia que se dirige al pequeño pueblo de San Ramón con la intención de esconderse allí. En su camino hacia el pueblo, los habitantes del pueblo lo confunden con el nuevo sacerdote que estaban esperando (y que es precisamente el que murió en el camino), así que el Gallo se ve obligado a asumir su identidad. Ello supone un punto a su favor, pues nadie sospecharía que un sacerdote pudiese ser un prófugo de la justicia. Así, "El Padre Gallo" se convierte en el nuevo sacerdote de San Ramón; a pesar de su evidente inexperiencia y desconocimiento del catecismo, pronto se gana la simpatía y el cariño de todo los habitantes.
Al mismo tiempo, se desarrolla una historia de amor protagonizada por Brisa (Peggy Cordero) y Patricio (Leonardo Perucci). La primera es una bella joven que lleva una doble vida: durante el día, se disfraza de hombre para poder trabajar, ya que si se llegara a descubrir que es mujer la despedirían de inmediato. Patricio es un joven que una noche la conoce estando vestida como mujer y se enamora de ella. Brisa le corresponde, pero sufre por no poder verse con Patricio durante el día, pues no está dispuesta a perder el empleo que tanto le costó conseguir. En realidad Brisa esconde su identidad haciéndose pasar por Serafín, un niñito que vive con su abuela. Por ello ambos enamorados sólo se ven de noche, que es cuando Brisa puede mostrar su verdadera persona y vivir libremente su relación con Patricio sin levantar sospechas.

## Elenco
- Arturo Moya Grau como Gallo
- Peggy Cordero como Brisa / Serafín
- Leonardo Perucci como Patricio Robles
- Eliana Vidal como Aurora
- Enrique Heine como Polo
- Mario Montilles como Leonardo
- Lila Mayo como Auristela
- Jorge Sallorezo como Rafael
- Pepe Harold como Harold
- Alfredo Mendoza como José
- Guillermo Bruce como Lolo
- Jorge Yáñez como Juan Francisco
- Marcelo Gaete como Luis
- Sara Astica
- Esther Mayo
- Charles Beecher
- Armando Fenoglio
- Tennyson Ferrada
- Pepe Rojas
- Amelia Requena
- Ana María Palma

## Ficha técnica
- Idea original y guion: Arturo Moya Grau
- Productor ejecutivo: Ricardo Miranda
- Director: José Caviedes
- Productor: Juan Agustín Vargas
- Empresa de producción: Protab
- Cadena: Televisión Nacional de Chile
- N.º de capítulos: 63
- Precedida por: Martín Rivas y Cuarteto para instrumentos de muerte
- Sucedida por: El espejo

## Adaptaciones
- El padre Gallo (telenovela de 1977): Adaptación chilena producida por Protab para Canal 13 (Chile) y protagonizada por Sonia Viveros y Rafael Benavente en el personaje del padre Gallo. Fue transmitida en 1977 en horario vespertino de 19:50 horas.
- El padre Gallo (telenovela de 1986): Adaptación mexicana escrita por Luis Reyes de la Maza, producida por Juan Osorio para Televisa en 1986 y protagonizada por Alejandra Ávalos, Fernando Ciangherotti y Ernesto Gómez Cruz como el padre Gallo.
- Pecadores (telenovela de 2003). Adaptación chilena escrita por Alejandro Cabrera y Larissa Contreras, producida por Pablo Ávila para Televisión Nacional de Chile en 2003 y protagonizada por Benjamín Vicuña en el rol del padre.